# Resultados do Carnaval de Teresópolis
Resultados do Carnaval de Teresópolis.

## 2009
| Grupo Especial  | Grupo Especial      | Grupo Especial | Grupo Especial | Grupo Especial                    | Grupo Especial | Grupo Especial | Grupo Especial | Grupo Especial | Grupo Especial | Grupo Especial | Grupo Especial | Grupo Especial | Grupo Especial | Grupo Especial | Grupo Especial | Grupo Especial | Grupo Especial | Grupo Especial | Grupo Especial |
| --------------- | ------------------- | -------------- | -------------- | --------------------------------- | -------------- | -------------- | -------------- | -------------- | -------------- | -------------- | -------------- | -------------- | -------------- | -------------- | -------------- | -------------- | -------------- | -------------- | -------------- |
| #               | Escola              | Pontos         | Ref.           | Acesso/Descenso                   |                |                |                |                |                |                |                |                |                |                |                |                |                |                |                |
| 1               | Leões da Tijuca     | 392.9          | [ 1 ]          | Campeã do Carnaval 2009           |                |                |                |                |                |                |                |                |                |                |                |                |                |                |                |
| 2               | Bambas da Serra     | 392.5          | [ 1 ]          |                                   |                |                |                |                |                |                |                |                |                |                |                |                |                |                |                |
| 3               | Rainha do Alto      | 384            | [ 1 ]          |                                   |                |                |                |                |                |                |                |                |                |                |                |                |                |                |                |
| 4               | Unidos da Barra     | 382.5          | [ 1 ]          |                                   |                |                |                |                |                |                |                |                |                |                |                |                |                |                |                |
| 5               | Império do Perpétuo | 362.4          | [ 1 ]          |                                   |                |                |                |                |                |                |                |                |                |                |                |                |                |                |                |
| 6               | Cala Boca           | 351.5          | [ 1 ]          |                                   |                |                |                |                |                |                |                |                |                |                |                |                |                |                |                |
| 7               | Unidos do Rosário   | 331.6          | [ 1 ]          | Desce para o Grupo de acesso 2010 |                |                |                |                |                |                |                |                |                |                |                |                |                |                |                |
| Grupo de acesso |                     |                |                |                                   |                |                |                |                |                |                |                |                |                |                |                |                |                |                |                |
| 1               | Santa Cecília       | 328.5          | [ 1 ]          | Sobe para o Grupo Especial 2010   |                |                |                |                |                |                |                |                |                |                |                |                |                |                |                |
| 2               | Roseira Imperial    | 315.5          | [ 1 ]          |                                   |                |                |                |                |                |                |                |                |                |                |                |                |                |                |                |
| 3               | Gaviões da Colina   | 306.8          | [ 1 ]          |                                   |                |                |                |                |                |                |                |                |                |                |                |                |                |                |                |

## 2010
| Grupo Especial  | Grupo Especial      | Grupo Especial | Grupo Especial | Grupo Especial          | Grupo Especial | Grupo Especial | Grupo Especial | Grupo Especial | Grupo Especial | Grupo Especial | Grupo Especial | Grupo Especial | Grupo Especial | Grupo Especial | Grupo Especial | Grupo Especial | Grupo Especial | Grupo Especial | Grupo Especial |
| --------------- | ------------------- | -------------- | -------------- | ----------------------- | -------------- | -------------- | -------------- | -------------- | -------------- | -------------- | -------------- | -------------- | -------------- | -------------- | -------------- | -------------- | -------------- | -------------- | -------------- |
| #               | Escola              | Pontos         | Ref.           | Acesso/Descenso         |                |                |                |                |                |                |                |                |                |                |                |                |                |                |                |
| 1               | Bambas da Serra     | 397.6          | [ 2 ] [ 3 ]    | Campeã do Carnaval 2010 |                |                |                |                |                |                |                |                |                |                |                |                |                |                |                |
| 2               | Rainha do Alto      | 396.3          | [ 2 ] [ 3 ]    |                         |                |                |                |                |                |                |                |                |                |                |                |                |                |                |                |
| 3               | Unidos da Barra     | 394.3          | [ 2 ] [ 3 ]    |                         |                |                |                |                |                |                |                |                |                |                |                |                |                |                |                |
| 4               | Leões da Tijuca     | 383.3          | [ 2 ] [ 3 ]    |                         |                |                |                |                |                |                |                |                |                |                |                |                |                |                |                |
| 5               | Unidos do Rosário   | 382.5          | [ 2 ] [ 3 ]    |                         |                |                |                |                |                |                |                |                |                |                |                |                |                |                |                |
| 6               | Império do Perpétuo | 375.6          | [ 2 ] [ 3 ]    |                         |                |                |                |                |                |                |                |                |                |                |                |                |                |                |                |
| 7               | Cala Boca           | 368.6          | [ 2 ] [ 3 ]    |                         |                |                |                |                |                |                |                |                |                |                |                |                |                |                |                |
| Grupo de acesso |                     |                |                |                         |                |                |                |                |                |                |                |                |                |                |                |                |                |                |                |
| 1               | Gaviões da Colina   | 390.9          | [ 2 ] [ 3 ]    |                         |                |                |                |                |                |                |                |                |                |                |                |                |                |                |                |
| 2               | Santa Cecília       | 387.4          | [ 2 ] [ 3 ]    |                         |                |                |                |                |                |                |                |                |                |                |                |                |                |                |                |
| 3               | Roseira Imperial    | 374.5          | [ 2 ] [ 3 ]    |                         |                |                |                |                |                |                |                |                |                |                |                |                |                |                |                |

### Prêmios especiais
- Enredo - Gaviões da Colina (Carnavalesca Hynaia Rocha)
- Samba Enredo - Rainha do Alto
- Intérprete - Bimbinho (Unidos da Barra)
- Bateria - Bambas da Serra
- Porta-Bandeira - Sandra (Rainha do Alto)
- Mestre-Sala - Neguinho (Bambas da Serra)
- Melhor Ala - Ala da capoeira (Rainha do Alto)
- Ala de Baianas - Unidos da Barra
- Passista Masculino - Nilson do Pandeiro (Bambas da Serra)
- Passista Feminino - Jéssica (Santa Cecília)
- Destaque Masculino - Rodrigo (Bambas da Serra)
- Rainha de Bateria - Amanda (Unidos do Rosário)
- Revelação do Carnaval Feminino - Marlene Tiarks (Pres. da Rainha do Alto)
- Revelação do Carnaval Masculino - André Duque
- Destaque Infantil - Cléber Lucas (mestre de Bateria Mirim do Cala Boca)
- Comissão de Frente - Cala Boca
- Homenagens especiais: 
  - José Francisco Braga (Primeiro Presidente da LEST)
  - Márcio Conceição (Cadeirante que desfilou em seis Escolas)
  - Secretário Michel Al Odeh

## 2014
| # | Escola                     | Pontos | Ref.  | Acesso/Descenso         |
| 1 | Bambas da Serra            | 188.7  | [ 4 ] | Campeã do Carnaval 2014 |
| 2 | Unidos da Barra            | 177.7  | [ 4 ] |                         |
| 3 | Mocidade Unidos do Rosário | 176.6  | [ 4 ] |                         |
| 4 | Roseira Imperial           | 0      | [ 4 ] |                         |

## 2015
Não houve competição.

## 2016
Não houve